# Grône
Grône (dt. veraltet Grün) ist eine politische Gemeinde und eine Burgergemeinde des Bezirks Siders sowie eine Pfarrgemeinde des Dekanats Siders im französischsprachigen Teil des Kantons Wallis in der Schweiz.

## Geografie
Die Gemeinde Grône liegt im oberen Teil des Unterwallis südlich von Sierre auf der südlichen Seite des Rhonetals. Im Südwesten erstreckt sich das Gemeindegebiet bis ans Ufer der Rhone. Im Südwesten der Gemeinde liegt das unter Naturschutz stehende Moorgebiet Pouta-Fontana.
Die Gemeinde besteht aus dem Dorf Grône und den Weilern Daillet, Erdesson, Itravers, La Coutoulaz, Le Coujon, Loye und Pramagnon sowie zahlreichen Einzelhöfen. Die Nachbargemeinden von Grône sind im Norden Siders, im Osten Chalais, im Südosten Anniviers, im Süden und Südwesten Mont-Noble, im Westen die Kantonshauptstadt Sitten und im Nordwesten Saint-Léonard.

## Bevölkerung
| Bevölkerungsentwicklung | Bevölkerungsentwicklung | Bevölkerungsentwicklung | Bevölkerungsentwicklung | Bevölkerungsentwicklung | Bevölkerungsentwicklung | Bevölkerungsentwicklung | Bevölkerungsentwicklung | Bevölkerungsentwicklung | Bevölkerungsentwicklung | Bevölkerungsentwicklung | Bevölkerungsentwicklung |
| ----------------------- | ----------------------- | ----------------------- | ----------------------- | ----------------------- | ----------------------- | ----------------------- | ----------------------- | ----------------------- | ----------------------- | ----------------------- | ----------------------- |
| Jahr                    | 1850                    | 1900                    | 1950                    | 2000                    | 2010                    | 2011                    | 2012                    | 2913                    | 2014                    | 2015                    | 2016                    |
| Einwohner               | 348                     | 741                     | 1242                    | 1866                    | 2206                    | 2253                    | 2275                    | 2253                    | 2310                    | 2311                    | 2415                    |

## Umwelt
Um das Ausbildungszentrum des Zivilschutzes wurde eine starke Belastung durch PFAS festgestellt. Eine Sanierung des Standortes ist vorgesehen.

## Söhne und Töchter der Gemeinde
- Yves Allegro (* 1978), Tennisspieler

## Sehenswürdigkeiten und Kultur

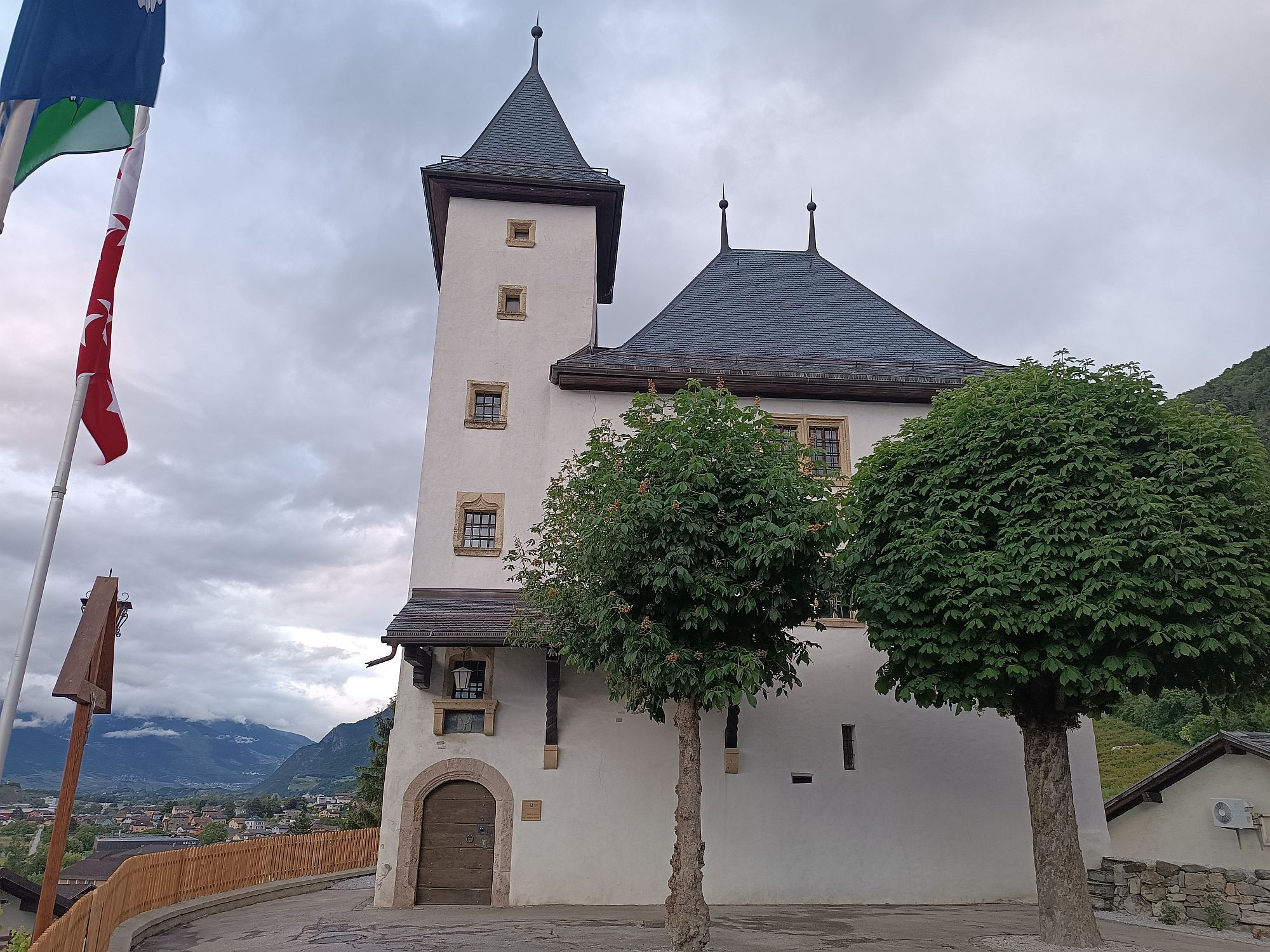
Château Morestel

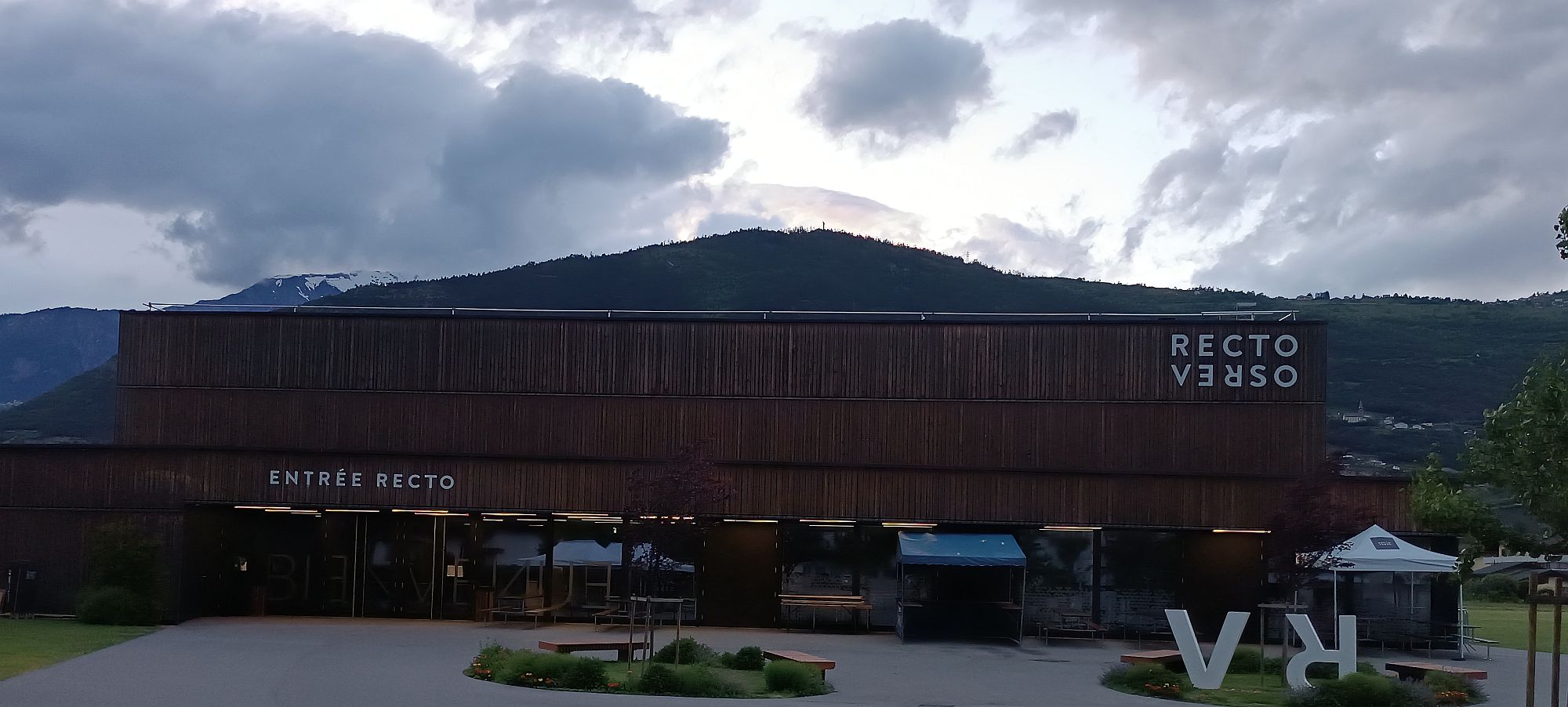
Recto-Verso

- Das Château Morestel wird als Gemeindehaus genutzt.
- Der Neubau Recto-Verso dient als Zentrum für Veranstaltungen.